# Fouad Mouradov
Fouad Mouradov (né le 22 juillet 1979 à Bakou, Azerbaïdjan) est président du Comité d'État pour le travail avec la diaspora.

## Biographie
Fouad Mouradov est né le 22 juillet 1979 à Bakou en Azerbaïdjan. Il est diplômé du Département de génie thermique industriel de l'Académie nationale du pétrole d'Azerbaïdjan. Titulaire d'une maîtrise sur l'environnement et l'industrie pétrolière du programme de master conjoint de l'Académie nationale du pétrole d'Azerbaïdjan, de l'université de Nice (France) et de l'université de Gênes (Italie) dans le cadre du programme Tempus de l'UE. Titulaire d'un doctorat en chimie. Il est l'auteur de 10 ouvrages scientifiques et monographies, parle anglais, français et russe.
Le 6 novembre 2005, il a été élu député (Milli Mejlis) de la circonscription n°29 de Sabail.
Depuis 2005, il est :
- Membre de la Commission permanente du Milli Mejlis sur les droits de l'homme ;
- Chef du groupe de travail sur les relations interparlementaires entre l'Azerbaïdjan et la Malaisie ;
- Membre des groupes de travail sur les relations interparlementaires entre Azerbaïdjan-Belgique, Azerbaïdjan-Royaume-Uni, Azerbaïdjan-Inde, Azerbaïdjan-Koweït et Azerbaïdjan-Ouzbékistan.

Depuis 2006, Fouad Mouradov est membre du Groupe d'initiative pour le Parlement du Caucase du Sud, depuis 2008, membre du Groupe de travail mondial de la Convention des Nations unies contre la corruption au sein de l'Organisation mondiale des parlementaires contre la corruption.
En 2010, il a été réélu au Parlement azerbaïdjanais dans la circonscription n°29 de Sabail. 
Depuis 2011, il est coprésident de la commission de la sécurité énergétique de l'Assemblée parlementaire EURONEST ; membre de la communauté « Nouveaux leaders pour demain » du Forum de Crans Montana. Membre du groupe de travail sur l'élaboration du projet de programme d'État sur la jeunesse azerbaïdjanaise en 2011-2015. Depuis le 28 juin 2012, Fuad Muradov est président de l'Union internationale de la jeunesse « Great Silk Way » (Grande Route de la Soie). Il est marié et père de deux enfants.